# Bodenheim
Bodenheim é um município da Alemanha localizado no distrito de Mainz-Bingen, estado da Renânia-Palatinado. É membro e sede do Verbandsgemeinde de Bodenheim.